# Jeffrey Neral
Jeffrey Neral (Rotterdam, 9 december 1997) is een Nederlands voetballer die bij voorkeur als verdediger speelt.

## Carrière
Neral kwam in 2010 in de jeugdopleiding van Sparta Rotterdam terecht. Hij maakte op 18 oktober 2015 zijn debuut in de wedstrijd tegen FC Oss. Neral kwam een halfuur voor tijd binnen de lijnen als vervanger van Yaël Eisden. Sparta won de wedstrijd met 3−1. In januari 2018 werd zijn contract ontbonden.
In november 2018 sloot hij aan bij SteDoCo. Die club verliet hij na twee invalbeurten in de Derde divisie zaterdag  al snel voor het Slowaakse AS Trenčín. Daar was hij op proef en speelde in januari in enkele oefenwedstrijden. Hij kreeg echter geen contract. Vervolgens was hij op proef bij Excelsior Maassluis. Hij speelde de rest van het seizoen 2018/19 niet meer en sloot in juni 2019 op amateurbasis aan bij Helmond Sport. Medio 2020 ging hij naar Ergotelis FC in Griekenland. In het seizoen 2022/23 speelde Neral voor Rupel Boom in België. Neral degradeerde met Rupel Boom in zijn eerste seizoen uit de Eerste nationale en keerde vervolgens terug naar Nederland.

## Clubstatistieken
| Seizoen | Club             | Competitie     | Competitie | Competitie | Beker | Beker | Totaal | Totaal |
| Seizoen | Club             | Competitie     | Wed.       | Dlp.       | Wed.  | Dlp.  | Wed.   | Dlp.   |
| ------- | ---------------- | -------------- | ---------- | ---------- | ----- | ----- | ------ | ------ |
| 2015/16 | Sparta Rotterdam | Eerste divisie | 1          | 0          | 0     | 0     | 1      | 0      |
| 2016/17 | Sparta Rotterdam | Eredivisie     | 0          | 0          | 0     | 0     | 0      | 0      |
| 2017/18 | Sparta Rotterdam | Eredivisie     | 0          | 0          | 0     | 0     | 0      | 0      |